# Apanteles alfalfae
Apanteles alfalfae är en stekelart som beskrevs av Nixon 1960. Apanteles alfalfae ingår i släktet Apanteles och familjen bracksteklar. Inga underarter finns listade i Catalogue of Life.